# Dalene Kurtis
Dalene Kurtis (12 de novembre de 1977, Apple Valley (Califòrnia), és una model estatunidenca, reconeguda sobretot per la seva aparició a la revista Playboy com Playmate de setembre de l'any 2001, i la seva posterior elecció com a Playmate de l'any 2002.
Va créixer al costat dels seus pares en la localitat californiana de Bakersfield. Va iniciar la seva carrera com a model en un concurs de vestits de bany de la companyia Venus Swimwear, en el qual va resultar triomfadora. Després va tenir una destacada actuació en certàmens similars de Hawaiian Tropic.
Va arribar a conèixer a l'amo de les empreses Playboy, Hugh Hefner, i a convertir-se en una de les seves set núvies, després de la qual cosa va ser escollida com a Playmate del mes de setembre del 2001, aconseguint d'aquesta manera un somni que Dalene havia tingut des de la seva infantesa. Al seu pòster central Dalene va marcar una fita en la història de les Playmates, a l'ésser la primera a aparèixer amb el seu pèl púbic totalment depilat, deixant una petjada que han seguit moltes de les seves successores, a més d'un gran tatuatge en forma de papallona sobre els seus glutis.
És escollida pels lectors de Playboy com Playmate de l'any 2002, però aquesta elecció, si bé va ser molt ben acollida per la majoria, no va estar exempta de polèmica: alguns lectors consideraven que, per ser una de les núvies del redactor en cap de la revista, aquest va poder haver-la afavorit (una cosa similar va ocórrer amb la seva antecessora, Brande Roderick). Uns altres en canvi van argumentar que van influir sentiments patriòtics, ja que molts l'haurien triat no pels seus atributs físics, sinó per ser la representant del mes de setembre del 2001, data en la qual es van realitzar els atacs terroristes en sòl estatunidenc. El pòster central de Playmate de l'any mostra a Dalene Kurtis amb la bandera dels Estats Units.
En 2003 Playboy va fabricar una nina de plàstic de Dalene, basada en escanejos informatitzats del seu cos i rostre. Té a més diverses participacions en edicions especials de Playboy.